# Francisca Zubiaga y Bernales

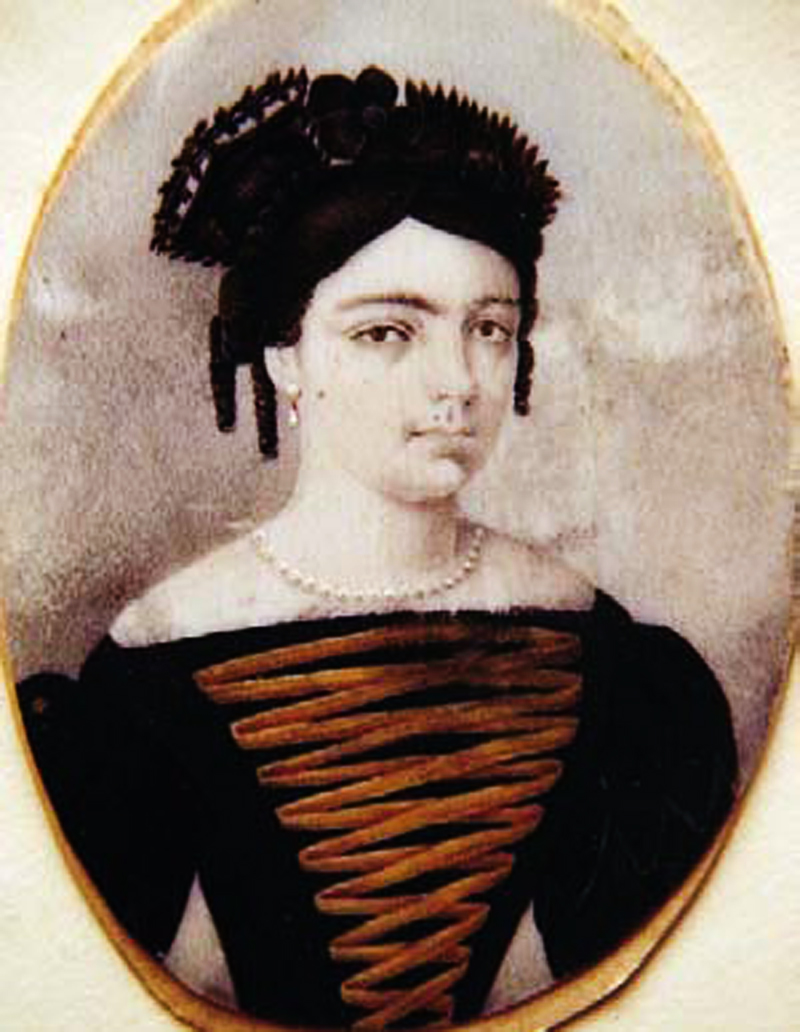
Francisca zubiaga

Francisca Zubiaga y Bernales, född 1803, död 1835, var Perus första dam 1829-1833 som gift med president Agustín Gamarra. Hon var också känd som "La Mariscala" (Fru Marskalken) eller "Doña Pancha". Hon blev känd för sitt mod då hon åtföljde maken på två expeditioner till Alto Perú 1828. I Lima stod hon värd för salonger enligt mönster från Europa. Då maken var på besök i Bolivia 1831 bemötte och nedkämpade hon vicepresident La Fuentes försök till statskupp. 
Hon var dotter till Antonio Zubiaga och Antonia Bernales. Hon hade som ung satts i kloster, men slapp bli nunna av hälsoskäl. 1825 gifte hon sig med Agustín Gamarra. Som gift ansågs hon vara politiskt aktiv via sin make. Hon var en kontroversiell person och ansågs djärv och arrogant. År 1832 beskrevs hon av den amerikanske turisten Ruschenberger som en skytt med utmärkt precision och en djärv ryttare som inte var rädd för att ta risker. Hon ska ha haft medhjälpare i presskåren som hyllade hennes politiska aktivitet i media. Under valkampanjen 1834 tvingades paret fly från Peru. Flora Tristan beskrev henne som stolt och karismatisk, med starkt penetrerande blick, hård och dominant röst och med en personlighet som ingav respekt och fascination. 